# Heinrich Steinberg
Pour les articles homonymes, voir Steinberg.
Heinrich Semionovitch Steinberg  (en russe : Генрих Семёнович Штейнберг), né le 13 février 1935 à Léningrad et mort le 28 décembre 2020 à Saint-Pétersbourg, est un volcanologue soviétique et russe qui fut directeur de l'Institut de vulcanologie et de géodynamique de l'Académie russe des sciences naturelles (à Ioujno-Sakhalinsk).

## Biographie
Il naît dans une famille d'origine juive. Son père Semion Isaakovitch Steinberg (1910-1989) était constructeur. Il s'engage pendant la Grande Guerre patriotique en 1941 et il est blessé au front. Après la guerre, il travaille comme chef de département de l'entreprise «Aéroportstroï». Sa mère, Anna Arkadievna, née Velikina (1912-1997) est dessinatrice technique; elle est enseignante pendant la guerre dans un internat, puis après la guerre elle est modéliste pour vêtements féminins. Les parents parlent yiddish entre eux.
Il travaille dans le domaine de la vulcanologie en Extrême-Orient russe, après avoir obtenu son diplôme de l'Institut des mines de Léningrad en 1959.
Les recherches de Steinberg sont centrées sur la surveillance de l'état des volcans et la prévision des éruptions. Il travaille sur de nombreuses (plus de 20) éruptions (du Karymski, 1961-62, Chiveloutch, 1964, 1980, Klioutchevskoï 1966, 1980 ; Alaïd, 1972 ; Tyatya, 1973 ; Grozny, 1989 ; Tolbatchik, 1975-1976 ; Sarytchev, 1976 etc.) Au cours de l'éruption volcanique du Karymski (1962) est grièvement blessé, cependant, il continue à travailler sur les volcans actifs. Il est le premier vulcanologue soviétique à descendre dans le cratère d'un volcan actif (1961), ayant obtenu des données précieuses sur son état.
En 1966, Steinberg soutient son doctorat, et en 1988 - sa thèse de doctorat d'État; en 1991, il est élu membre correspondant, et en 1993, académicien de l'Académie russe des sciences naturelles. Avec plus de 200 travaux et inventions, il continue à travailler sur des expéditions, participant à des recherches menées dans les cratères de volcans actifs, souvent associés à un risque élevé.
En 1992, il dirige le groupe russe de vulcanologues, envoyé par décision du gouvernement russe au Nicaragua à la demande du gouvernement du Nicaragua et au nom de la Commission des Nations unies. Steinberg et deux de ses employés escaladent le volcan dans un court intervalle entre les explosions; Steinberg descend dans le cratère actif, collectant des échantillons et des matériaux nécessaires pour prédire le cours ultérieur de l'éruption et déterminer l'heure de sa fin. La prévision préparée par Steinberg s'est avérée correcte; ni les vulcanologues américains ni européens qui sont arrivés plus tôt sur l'éruption de la Sierra Negro]n'ont pu obtenir de résultats similaires. Immédiatement après l'éruption, le groupe de Steinberg effectue à la demande du président du Panama des travaux scientifiques et d'expertise sur les volcans de ce pays. Le travail du groupe de Steinberg est très apprécié par les gouvernements du Nicaragua et du Panama. Les médias de nombreux pays soulignent « le courage des Russes dans la Sierra Negro ».
À partir de 1992, l'Institut de vulcanologie et de géodynamique de l'Académie russe des sciences naturelles, dirigé par Steinberg, prépare des prévisions mensuelles (trimestrielles) de l'activité volcanique attendue le mois prochain (trimestre) sur les îles les plus peuplées du sud des Kouriles: l'Itouroup et le Kounachir. Les prévisions sont basées sur les données du réseau de stations et d'observations régulières effectuées, y compris personnellement par Steinberg, dans les cratères des volcans actifs. Il n'y a eu aucunes prévisions erronées en 1992-2000.
En octobre 1999, Steinberg avertit le gouverneur de l'oblast de Sakhaline et le maire du district de l'éruption volcanique imminente du Koudriavy. Une prévision précise (écart de 7 heures) a permis d'effectuer les mesures nécessaires prévues pour de tels cas.
Au moment du début de l'éruption, Steinberg et les membres de l'expédition se trouvent sur le cratère. Au stade d'activité maximale du volcan, après avoir effectué les observations et études nécessaires, Steinberg dirige le détachement du cratère, passant de nuit à travers la zone d'intenses retombées pyroclastiques ; aucun employé n'est blessé. Le lendemain, Steinberg avec A.V. Soloviov, S.I. Tkatchenko et M.G. Steinberg escaladent le cratère, où Steinberg demeure jusqu'à la fin de l'éruption.
En 1992-1993, Steinberg et ses collègues découvrent le premier  minéral de rhénium au monde (un métal très rare), et en 1994-1999, une exploration détaillée de ce gisement unique, le seul au monde situé à l'île d'Itouroup, sur le volcan Koudriavy. Cette découverte est particulièrement importante, car à l'heure actuelle, la Russie n'a pas d'autres sources de rhénium (l'URSS se classe au premier rang mondial en termes de production, mais toutes les sources de rhénium extraites avec d'autres métaux sont restées dans les pays de la CEI). La découverte d'un gisement de rhénium par Heinrich Steinberg reçoit le prix Geolbank et Roskomnedra « pour le renforcement de la base de ressources minérales de la Russie » (1994) et le prix du gouverneur régional « pour le meilleur travail scientifique de l'année » (1996 ).
En 1964-1971, il s'engage dans la géologie (volcans) de la lune et teste des équipements qui sont ensuite mis en fonction sur la Lune. En 1969-1970, il est chef de l'expédition qui mène des essais en mer de Lunokhod Les travaux ultérieurs des véhicules lunaires (astromobiles) (1970-1971) montrent la pleine conformité des sites d'essai sélectionnés par Steinberg sur les volcans Chiveloutch et Tolbatchik (Kamtchatka); en 1968-1971, il est formé comme cosmonaute de recherche (cependant, après la catastrophe de Soyouz 11 en 1971, les lancements avec des cosmonautes de recherche ne sont plus effectués pendant 10 ans). Les travaux de Steinberg sur le mécanisme de formation des cratères lunaires sont publiés dans les Rapports de l'Académie des sciences en 1965 avec une présentation du concepteur en chef S.P. Korolev (seul travail soumis pour publication par S.P. Korolev en tant qu'académicien). Entre 1971 et 1978, Steinberg est vice-président de la Société internationale de géologie de la lune; à partir de 1969, il est rédacteur de la revue internationale Modern Geology (New York, Londres, Paris, Tokyo, Montréal).
En 2003, il se présente aux élections législatives sur la liste du parti Iabloko,, mais il n'est pas élu à la Douma d'État.
Steinberg étudie le mécanisme d'action des geysers, propose de nouvelles méthodes originales pour leur étude, réalise des modèles de geysers protégés par des brevets et crée une théorie du processus des geysers acceptée dans le monde.
Steinberg était ami avec le scientifique Felix Schaderman qui a également travaillé sur le Koudryavy et breveté une méthode pour obtenir du rhénium à partir des fumerolles du volcan.
Il meurt le 28 décembre 2020 à Saint-Pétersbourg.

## Hommages
La nouvelle d'Andreï Bitov (président du Pen-club) Voyage chez un ami d'enfance («Путешествие к другу детства»), et des vers de Joseph Brodsky, Evgueni Reïn, Alexandre Gorodnitski et Alexandre Kouchner lui sont dédiés. Plusieurs films documentaires et télévisés lui sont consacrés, tant en Russie qu'à l'étranger.

## Famille
Son frère, Alexandre Semionovitch Steinberg (1937-2020), est scientifique dans le domaine de la physique de la combustion, chef du laboratoire de l'Institut de macrocinétique structurale de l'Académie des sciences de Russie; docteur en sciences physiques et mathématiques, professeur.